# Calchas

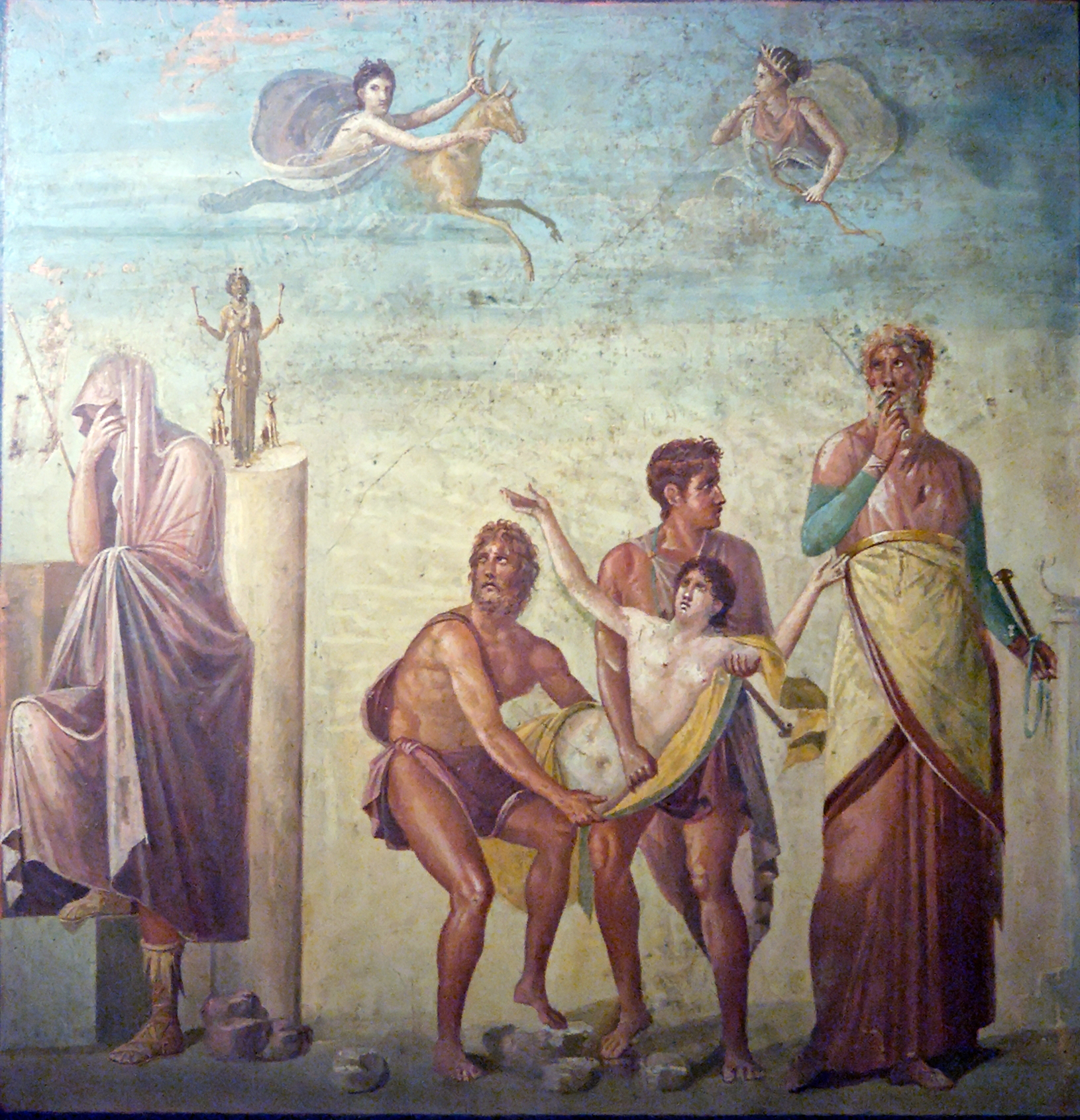
Calchas (droite) conduisant Iphigénie au sacrifice, fresque sur plâtre de Pompéi, après 62, Musée archéologique national de Naples

Dans la mythologie grecque, Calchas (en grec ancien Κάλχας / Kálkhas), est un devin grec qui apparaît dans les récits de la guerre de Troie, en particulier dans l'Iliade. Fils de Thestor, il est décrit dans cette épopée comme « de beaucoup le meilleur des devins, qui connaît le futur, le présent, le passé ». Il tient son don de vision d'Apollon.

## Mythologie
Avant le départ de l'expédition grecque, il prédit qu'Achille serait nécessaire aux Grecs et que la guerre durerait dix ans. Pendant le voyage vers Troie, il indique à Agamemnon pourquoi Artémis a immobilisé les navires grecs en Aulide, et comment l'apaiser en sacrifiant sa fille Iphigénie. Quand Apollon décime les rangs grecs devant Troie, il explique que c'est parce que Agamemnon a refusé de rendre Chryséis, fille du prêtre troyen d'Apollon. Enfin, c'est lui qui contribue au stratagème du cheval de Troie.
En rentrant de la guerre, Calchas préfère un parcours par voie de terre, car il prévoit un retour difficile à cause du courroux d'Athéna. Il rencontre ainsi le devin Mopsos, petit-fils de Tirésias et, après avoir perdu contre lui dans un concours d'art divinatoire, il meurt de dépit. Il ressuscite après vingt années de mort grâce au dieu souterrain Hadès.
Selon une autre version, Mopsos aurait vu Calchas planter une vigne et aurait annoncé qu'il ne vivrait pas assez vieux pour en boire le vin. Cependant, la vigne produisit du vin et Calchas invita Mopsos à venir constater son erreur. Mopsos répéta sa prédiction et Calchas éclata de rire au point d'en mourir.

## Évocations artistiques
Offenbach en fit un des protagonistes de son opéra-bouffe La Belle Hélène.
Il est également cité dans la tragédie de Racine, Iphigénie, bien que ne faisant pas partie des personnages de la pièce.